# Jul i Österrike
Jul i Österrike präglas delvis av gemensamma traditioner med grannen Tyskland, men också flera egna traditioner.
I adventstid har många familjer en adventsljusstake hemma, och man tänder ett ljus för varje söndag, och sjunger sånger.
I många städer har man julmarknad från slutet av november-början av december. De största förekommer i Wien, Innsbruck och Salzburg, och lockar besökare från många andra länder. Varje stad har sin egen julgran på torget.
Traditionellt sätt tänds julgranen i hemmen första gången på julaftons eftermiddag, runt klockan 16.00, och man samlas runt granen för att sjunga. En av de mest berömda julsångerna, Stilla natt, skrevs i Österrike 1818. Popradiostationen Ö3 spelar julmusik från klockan 16.00 på julaftons eftermiddag. Huvudmåltiden äts på julafton.
Enligt traditionen får barnen höra att det är Christkind som klär julgranen, och ger dem julklappar. Många barn får även presenter av Sankt Nicholas den 6 december.
I bergsområdena är skidåkning en populär tradition på juldagen samt Nyårsdagen. Tillsammans arrangerar Österrike och Tyskland även Tysk-österrikiska backhopparveckan, som pågår över nyåret.
Varje år hålls en nyårskonsert i Wien, som sänds i TV runtom i världen.
Till trettondedag jul sätter många upp en speciell skylt till minne av de Tre vise männen som besökte Jesusbarnet. Detta skall skydda hemmet de kommande åren.